# Neocalyptis molesta
Neocalyptis molesta es una especie de polilla del género Neocalyptis, categorizada en la tribu Archipini, de la subfamilia Tortricinae.

## Distribución
Se distribuye por Australia.

## Taxonomía
Fue descrita por Meyrick en 1910 y publicada en (Tortrix), Proc. Linn. Soc. N. S. W. 35: 222.